# Chen Huijia
Chen Huijia (Wenzhou, 5 aprile 1990) è una nuotatrice cinese.
Alle Olimpiadi di Pechino 2008 è arrivata 12ª nei 100 m rana.
Ai Mondiali 2009 di Roma, ha vinto l'oro nella Staffetta 4x100 m misti, stabilendo il record mondiale con il tempo di 3'52"19.

## Palmarès
- Mondiali di nuoto

Roma 2009: oro nella 4x100m misti.
- Giochi asiatici

Canton 2010: oro nella 4x100m misti e bronzo nei 100m rana.
- Campionati asiatici

Foshan 2009: oro nei 50m rana e nei 100m rana.